# Lista över fornlämningar i Tanums kommun (Bottna)
Lista över fornlämningar i Tanums kommun (Bottna) är en förteckning av ett urval av de fornlämningar som finns i Bottna i Tanums kommun.
| Namn         | Lämningstyp                 | Tillkomsttid | Historisk indelning | Plats      | Läge                 | ID-nr          | Bild                                      |
| ------------ | --------------------------- | ------------ | ------------------- | ---------- | -------------------- | -------------- | ----------------------------------------- |
| Bottna 1:1   | Hällristning                |              | Bottna, Bohuslän    |            | 58.504752, 11.378584 | 10153800010001 | Ladda upp en bild av detta fornminne      |
| Bottna 2:1   | Hällristning                |              | Bottna, Bohuslän    |            | 58.504404, 11.378712 | 10153800020001 | Ladda upp en bild av detta fornminne      |
| Bottna 3:1   | Hällristning                |              | Bottna, Bohuslän    |            | 58.504247, 11.378822 | 10153800030001 | Ladda upp en bild av detta fornminne      |
| Bottna 3:2   | Hällristning                |              | Bottna, Bohuslän    |            | 58.504258, 11.378648 | 10153800030002 | Ladda upp en bild av detta fornminne      |
| Bottna 3:3   | Hällristning                |              | Bottna, Bohuslän    |            | 58.504160, 11.378887 | 10153800030003 | Ladda upp en bild av detta fornminne      |
| Bottna 4:1   | Hällristning                |              | Bottna, Bohuslän    |            | 58.504609, 11.381499 | 10153800040001 | Ladda upp en bild av detta fornminne      |
| Bottna 5:1   | Hällristning                |              | Bottna, Bohuslän    |            | 58.504188, 11.381099 | 10153800050001 | Ladda upp en bild av detta fornminne      |
| Bottna 6:1   | Hällristning                |              | Bottna, Bohuslän    |            | 58.505445, 11.381494 | 10153800060001 | Ladda upp en bild av detta fornminne      |
| Bottna 6:2   | Hällristning                |              | Bottna, Bohuslän    |            | 58.505514, 11.381480 | 10153800060002 | Ladda upp en bild av detta fornminne      |
| Bottna 7:1   | Hällristning                |              | Bottna, Bohuslän    |            | 58.505572, 11.381750 | 10153800070001 | Ladda upp en bild av detta fornminne      |
| Bottna 7:2   | Hällristning                |              | Bottna, Bohuslän    |            | 58.505457, 11.381801 | 10153800070002 | Ladda upp en bild av detta fornminne      |
| Bottna 8:1   | Hällristning                |              | Bottna, Bohuslän    |            | 58.505680, 11.381304 | 10153800080001 | Ladda upp en bild av detta fornminne      |
| Bottna 9:1   | Hällristning                |              | Bottna, Bohuslän    |            | 58.505078, 11.381102 | 10153800090001 | Ladda upp en bild av detta fornminne      |
| Bottna 10:1  | Hällristning                |              | Bottna, Bohuslän    |            | 58.505282, 11.380814 | 10153800100001 | Ladda upp en bild av detta fornminne      |
| Bottna 11:1  | Hällristning                |              | Bottna, Bohuslän    |            | 58.504096, 11.382144 | 10153800110001 | Ladda upp en bild av detta fornminne      |
| Bottna 12:1  | Hällristning                |              | Bottna, Bohuslän    |            | 58.506710, 11.379894 | 10153800120001 | Ladda upp en bild av detta fornminne      |
| Bottna 13:1  | Hällristning                |              | Bottna, Bohuslän    |            | 58.506878, 11.380041 | 10153800130001 | Ladda upp en bild av detta fornminne      |
| Bottna 14:1  | Hällristning                |              | Bottna, Bohuslän    |            | 58.507222, 11.380316 | 10153800140001 | Ladda upp en bild av detta fornminne      |
| Bottna 14:2  | Hällristning                |              | Bottna, Bohuslän    |            | 58.507222, 11.380316 | 10153800140002 | Ladda upp en bild av detta fornminne      |
| Bottna 15:1  | Hällristning                |              | Bottna, Bohuslän    |            | 58.507108, 11.380402 | 10153800150001 | Ladda upp en bild av detta fornminne      |
| Bottna 16:1  | Hällristning                |              | Bottna, Bohuslän    |            | 58.507297, 11.380614 | 10153800160001 | Ladda upp en bild av detta fornminne      |
| Bottna 16:2  | Hällristning                |              | Bottna, Bohuslän    |            | 58.507340, 11.380741 | 10153800160002 | Ladda upp en bild av detta fornminne      |
| Bottna 17:1  | Hällristning                |              | Bottna, Bohuslän    |            | 58.507126, 11.380605 | 10153800170001 | Ladda upp en bild av detta fornminne      |
| Bottna 18:1  | Hällristning                |              | Bottna, Bohuslän    |            | 58.506922, 11.379794 | 10153800180001 | Ladda upp en bild av detta fornminne      |
| Bottna 19:1  | Hällristning                |              | Bottna, Bohuslän    |            | 58.507005, 11.379644 | 10153800190001 | Ladda upp en bild av detta fornminne      |
| Bottna 20:1  | Hällristning                |              | Bottna, Bohuslän    |            | 58.507135, 11.379504 | 10153800200001 | Ladda upp en bild av detta fornminne      |
| Bottna 21:1  | Hällristning                |              | Bottna, Bohuslän    |            | 58.507341, 11.379490 | 10153800210001 | Ladda upp en bild av detta fornminne      |
| Bottna 22:1  | Hällristning                |              | Bottna, Bohuslän    |            | 58.507330, 11.378581 | 10153800220001 | Ladda upp en bild av detta fornminne      |
| Bottna 23:1  | Hällristning                |              | Bottna, Bohuslän    |            | 58.507436, 11.377908 | 10153800230001 | Ladda upp en bild av detta fornminne      |
| Bottna 24:1  | Hällristning                |              | Bottna, Bohuslän    |            | 58.507800, 11.378407 | 10153800240001 | Ladda upp en bild av detta fornminne      |
| Bottna 25:1  | Hällristning                |              | Bottna, Bohuslän    |            | 58.507088, 11.377724 | 10153800250001 | Ladda upp en bild av detta fornminne      |
| Bottna 26:1  | Hällristning                |              | Bottna, Bohuslän    |            | 58.505098, 11.385739 | 10153800260001 | Ladda upp en bild av detta fornminne      |
| Bottna 27:1  | Hällristning                |              | Bottna, Bohuslän    |            | 58.503072, 11.380871 | 10153800270001 | Ladda upp en bild av detta fornminne      |
| Bottna 28:1  | Hällristning                |              | Bottna, Bohuslän    |            | 58.503250, 11.380827 | 10153800280001 | Ladda upp en bild av detta fornminne      |
| Bottna 29:1  | Hällristning                |              | Bottna, Bohuslän    |            | 58.505380, 11.386710 | 10153800290001 | Ladda upp en bild av detta fornminne      |
| Bottna 29:2  | Hällristning                |              | Bottna, Bohuslän    |            | 58.505320, 11.386531 | 10153800290002 | Ladda upp en bild av detta fornminne      |
| Bottna 29:3  | Hällristning                |              | Bottna, Bohuslän    |            | 58.505453, 11.386852 | 10153800290003 | Ladda upp en bild av detta fornminne      |
| Bottna 30:1  | Hällristning                |              | Bottna, Bohuslän    |            | 58.505534, 11.388491 | 10153800300001 | Ladda upp en bild av detta fornminne      |
| Bottna 31:1  | Hällristning                |              | Bottna, Bohuslän    |            | 58.511320, 11.384648 | 10153800310001 | Ladda upp en bild av detta fornminne      |
| Bottna 32:1  | Hällristning                |              | Bottna, Bohuslän    |            | 58.504849, 11.372889 | 10153800320001 | Ladda upp en bild av detta fornminne      |
| Bottna 33:1  | Hällristning                |              | Bottna, Bohuslän    |            | 58.505047, 11.372258 | 10153800330001 | Ladda upp en bild av detta fornminne      |
| Bottna 34:1  | Hällristning                |              | Bottna, Bohuslän    |            | 58.505171, 11.371982 | 10153800340001 | Ladda upp en bild av detta fornminne      |
| Bottna 35:1  | Hällristning                |              | Bottna, Bohuslän    |            | 58.505341, 11.372615 | 10153800350001 | Ladda upp en bild av detta fornminne      |
| Bottna 35:2  | Hällristning                |              | Bottna, Bohuslän    |            | 58.505460, 11.372660 | 10153800350002 | Ladda upp en bild av detta fornminne      |
| Bottna 35:3  | Hällristning                |              | Bottna, Bohuslän    |            | 58.505522, 11.372628 | 10153800350003 | Ladda upp en bild av detta fornminne      |
| Bottna 36:1  | Hällristning                |              | Bottna, Bohuslän    |            | 58.505613, 11.372465 | 10153800360001 | Ladda upp en bild av detta fornminne      |
| Bottna 37:1  | Hällristning                |              | Bottna, Bohuslän    |            | 58.506344, 11.372509 | 10153800370001 | Ladda upp en bild av detta fornminne      |
| Bottna 37:2  | Hällristning                |              | Bottna, Bohuslän    |            | 58.506346, 11.372784 | 10153800370002 | Ladda upp en bild av detta fornminne      |
| Bottna 38:1  | Hällristning                |              | Bottna, Bohuslän    |            | 58.507591, 11.374641 | 10153800380001 | Ladda upp en bild av detta fornminne      |
| Bottna 39:1  | Hällristning                |              | Bottna, Bohuslän    |            | 58.514312, 11.374522 | 10153800390001 | Ladda upp en bild av detta fornminne      |
| Bottna 40:1  | Hällristning                |              | Bottna, Bohuslän    |            | 58.515928, 11.375459 | 10153800400001 | Ladda upp en bild av detta fornminne      |
| Bottna 40:2  | Hällristning                |              | Bottna, Bohuslän    |            | 58.516024, 11.375617 | 10153800400002 | Ladda upp en bild av detta fornminne      |
| Bottna 41:1  | Hällristning                |              | Bottna, Bohuslän    |            | 58.520079, 11.381879 | 10153800410001 | Ladda upp en bild av detta fornminne      |
| Bottna 42:1  | Hällristning                |              | Bottna, Bohuslän    |            | 58.519324, 11.385869 | 10153800420001 | Ladda upp en bild av detta fornminne      |
| Bottna 43:1  | Hällristning                |              | Bottna, Bohuslän    |            | 58.515452, 11.402320 | 10153800430001 | Ladda upp en bild av detta fornminne      |
| Bottna 44:1  | Hällristning                |              | Bottna, Bohuslän    |            | 58.514931, 11.402341 | 10153800440001 | Ladda upp en bild av detta fornminne      |
| Bottna 45:1  | Hällristning                |              | Bottna, Bohuslän    |            | 58.509779, 11.397940 | 10153800450001 | Ladda upp en bild av detta fornminne      |
| Bottna 45:2  | Hällristning                |              | Bottna, Bohuslän    |            | 58.509750, 11.397777 | 10153800450002 | Ladda upp en bild av detta fornminne      |
| Bottna 46:1  | Hällristning                |              | Bottna, Bohuslän    |            | 58.510310, 11.399510 | 10153800460001 | Ladda upp en bild av detta fornminne      |
| Bottna 46:2  | Hällristning                |              | Bottna, Bohuslän    |            | 58.510373, 11.399571 | 10153800460002 | Ladda upp en bild av detta fornminne      |
| Bottna 46:3  | Hällristning                |              | Bottna, Bohuslän    |            | 58.510453, 11.399572 | 10153800460003 | Ladda upp en bild av detta fornminne      |
| Bottna 47:1  | Hällristning                |              | Bottna, Bohuslän    |            | 58.510830, 11.399913 | 10153800470001 | Ladda upp en bild av detta fornminne      |
| Bottna 48:2  | Hällristning                |              | Bottna, Bohuslän    |            | 58.511628, 11.401598 | 10153800480002 | Ladda upp en bild av detta fornminne      |
| Bottna 48:3  | Hällristning                |              | Bottna, Bohuslän    |            | 58.511589, 11.401751 | 10153800480003 | Ladda upp en bild av detta fornminne      |
| Bottna 50:1  | Hällristning                |              | Bottna, Bohuslän    |            | 58.512291, 11.400451 | 10153800500001 | Ladda upp en bild av detta fornminne      |
| Bottna 50:2  | Hällristning                |              | Bottna, Bohuslän    |            | 58.512443, 11.400428 | 10153800500002 | Ladda upp en bild av detta fornminne      |
| Bottna 50:3  | Hällristning                |              | Bottna, Bohuslän    |            | 58.512191, 11.400861 | 10153800500003 | Ladda upp en bild av detta fornminne      |
| Bottna 51:1  | Hällristning                |              | Bottna, Bohuslän    |            | 58.513046, 11.401970 | 10153800510001 | Ladda upp en bild av detta fornminne      |
| Bottna 52:1  | Hällristning                |              | Bottna, Bohuslän    |            | 58.513544, 11.397891 | 10153800520001 | Ladda upp en bild av detta fornminne      |
| Bottna 53:1  | Hällristning                |              | Bottna, Bohuslän    |            | 58.512368, 11.403000 | 10153800530001 | Ladda upp en bild av detta fornminne      |
| Bottna 54:1  | Hällristning                |              | Bottna, Bohuslän    |            | 58.513774, 11.398235 | 10153800540001 | Ladda upp en bild av detta fornminne      |
| Bottna 54:2  | Hällristning                |              | Bottna, Bohuslän    |            | 58.513731, 11.398124 | 10153800540002 | Ladda upp en bild av detta fornminne      |
| Bottna 55:1  | Hällristning                |              | Bottna, Bohuslän    |            | 58.507358, 11.399437 | 10153800550001 | Ladda upp en bild av detta fornminne      |
| Bottna 56:1  | Hällristning                |              | Bottna, Bohuslän    |            | 58.508905, 11.404498 | 10153800560001 | Ladda upp en bild av detta fornminne      |
| Bottna 56:2  | Hällristning                |              | Bottna, Bohuslän    |            | 58.508862, 11.404684 | 10153800560002 | Ladda upp en bild av detta fornminne      |
| Bottna 57:1  | Hällristning                |              | Bottna, Bohuslän    |            | 58.509105, 11.405207 | 10153800570001 | Ladda upp en bild av detta fornminne      |
| Bottna 57:2  | Hällristning                |              | Bottna, Bohuslän    |            | 58.509078, 11.405005 | 10153800570002 | Ladda upp en bild av detta fornminne      |
| Bottna 58:1  | Hällristning                |              | Bottna, Bohuslän    |            | 58.506936, 11.400772 | 10153800580001 | Ladda upp en bild av detta fornminne      |
| Bottna 59:1  | Hällristning                |              | Bottna, Bohuslän    |            | 58.510517, 11.413382 | 10153800590001 | Ladda upp en bild av detta fornminne      |
| Bottna 60:1  | Hällristning                |              | Bottna, Bohuslän    |            | 58.513201, 11.393027 | 10153800600001 | Ladda upp en bild av detta fornminne      |
| Bottna 60:2  | Hällristning                |              | Bottna, Bohuslän    |            | 58.513193, 11.392822 | 10153800600002 | Ladda upp en bild av detta fornminne      |
| Bottna 61:1  | Hällristning                |              | Bottna, Bohuslän    |            | 58.521302, 11.410132 | 10153800610001 | Ladda upp en bild av detta fornminne      |
| Bottna 62:1  | Hällristning                |              | Bottna, Bohuslän    |            | 58.517831, 11.392001 | 10153800620001 | Ladda upp en bild av detta fornminne      |
| Bottna 62:2  | Hällristning                |              | Bottna, Bohuslän    |            | 58.517863, 11.392201 | 10153800620002 | Ladda upp en bild av detta fornminne      |
| Bottna 62:3  | Hällristning                |              | Bottna, Bohuslän    |            | 58.517768, 11.392125 | 10153800620003 | Ladda upp en bild av detta fornminne      |
| Bottna 63:1  | Hällristning                |              | Bottna, Bohuslän    |            | 58.518303, 11.391745 | 10153800630001 | Ladda upp en bild av detta fornminne      |
| Bottna 64:1  | Hällristning                |              | Bottna, Bohuslän    |            | 58.517556, 11.391489 | 10153800640001 | Ladda upp en bild av detta fornminne      |
| Bottna 65:1  | Hällristning                |              | Bottna, Bohuslän    |            | 58.517396, 11.391769 | 10153800650001 | Ladda upp en bild av detta fornminne      |
| Bottna 66:1  | Hällristning                |              | Bottna, Bohuslän    |            | 58.527082, 11.416749 | 10153800660001 | Ladda upp en bild av detta fornminne      |
| Bottna 67:1  | Hällristning                |              | Bottna, Bohuslän    |            | 58.516460, 11.414656 | 10153800670001 | Ladda upp en bild av detta fornminne      |
| Bottna 68:1  | Hällristning                |              | Bottna, Bohuslän    |            | 58.530654, 11.423934 | 10153800680001 | Ladda upp en bild av detta fornminne      |
| Bottna 69:1  | Hällristning                |              | Bottna, Bohuslän    |            | 58.529882, 11.419710 | 10153800690001 | Ladda upp en bild av detta fornminne      |
| Bottna 70:1  | Hällristning                |              | Bottna, Bohuslän    |            | 58.529688, 11.419565 | 10153800700001 | Ladda upp en bild av detta fornminne      |
| Bottna 71:1  | Hällristning                |              | Bottna, Bohuslän    |            | 58.530121, 11.419608 | 10153800710001 | Ladda upp en bild av detta fornminne      |
| Bottna 72:1  | Hällristning                |              | Bottna, Bohuslän    |            | 58.528827, 11.417262 | 10153800720001 | Ladda upp en bild av detta fornminne      |
| Bottna 72:2  | Hällristning                |              | Bottna, Bohuslän    |            | 58.528805, 11.417153 | 10153800720002 | Ladda upp en bild av detta fornminne      |
| Bottna 73:1  | Hällristning                |              | Bottna, Bohuslän    |            | 58.525569, 11.416428 | 10153800730001 | Ladda upp en bild av detta fornminne      |
| Bottna 74:1  | Hällristning                |              | Bottna, Bohuslän    |            | 58.525404, 11.415419 | 10153800740001 | Ladda upp en bild av detta fornminne      |
| Bottna 74:2  | Hällristning                |              | Bottna, Bohuslän    |            | 58.525461, 11.415497 | 10153800740002 | Ladda upp en bild av detta fornminne      |
| Bottna 75:1  | Hällristning                |              | Bottna, Bohuslän    |            | 58.525475, 11.414911 | 10153800750001 | Ladda upp en bild av detta fornminne      |
| Bottna 76:1  | Hällristning                |              | Bottna, Bohuslän    |            | 58.525493, 11.414204 | 10153800760001 | Ladda upp en bild av detta fornminne      |
| Bottna 77:1  | Hällristning                |              | Bottna, Bohuslän    |            | 58.525346, 11.413417 | 10153800770001 | Ladda upp en bild av detta fornminne      |
| Bottna 77:2  | Hällristning                |              | Bottna, Bohuslän    |            | 58.525362, 11.413586 | 10153800770002 | Ladda upp en bild av detta fornminne      |
| Bottna 78:1  | Hällristning                |              | Bottna, Bohuslän    |            | 58.526357, 11.414238 | 10153800780001 | Ladda upp en bild av detta fornminne      |
| Bottna 79:1  | Hällristning                |              | Bottna, Bohuslän    |            | 58.525266, 11.413909 | 10153800790001 | Ladda upp en bild av detta fornminne      |
| Bottna 80:1  | Hällristning                |              | Bottna, Bohuslän    |            | 58.531943, 11.403950 | 10153800800001 | Ladda upp en bild av detta fornminne      |
| Bottna 81:1  | Hällristning                |              | Bottna, Bohuslän    |            | 58.531461, 11.404275 | 10153800810001 | Ladda upp en bild av detta fornminne      |
| Bottna 82:1  | Hällristning                |              | Bottna, Bohuslän    |            | 58.530336, 11.399998 | 10153800820001 | Ladda upp en bild av detta fornminne      |
| Bottna 83:1  | Hällristning                |              | Bottna, Bohuslän    |            | 58.530360, 11.400390 | 10153800830001 | Ladda upp en bild av detta fornminne      |
| Bottna 84:1  | Hällristning                |              | Bottna, Bohuslän    |            | 58.530196, 11.400327 | 10153800840001 | Ladda upp en bild av detta fornminne      |
| Bottna 85:1  | Hällristning                |              | Bottna, Bohuslän    |            | 58.532354, 11.397772 | 10153800850001 | Ladda upp en bild av detta fornminne      |
| Bottna 86:1  | Hällristning                |              | Bottna, Bohuslän    |            | 58.522840, 11.402372 | 10153800860001 | Ladda upp en bild av detta fornminne      |
| Bottna 86:2  | Hällristning                |              | Bottna, Bohuslän    |            | 58.522851, 11.402219 | 10153800860002 | Ladda upp en bild av detta fornminne      |
| Bottna 87:1  | Hällristning                |              | Bottna, Bohuslän    |            | 58.532337, 11.398256 | 10153800870001 | Ladda upp en bild av detta fornminne      |
| Bottna 88:1  | Hällristning                |              | Bottna, Bohuslän    | Kallsängen | 58.521487, 11.390721 | 10153800880001 | Ladda upp en till bild av detta fornminne |
| Bottna 88:2  | Hällristning                |              | Bottna, Bohuslän    |            | 58.521372, 11.390771 | 10153800880002 | Ladda upp en bild av detta fornminne      |
| Bottna 89:1  | Hällristning                |              | Bottna, Bohuslän    |            | 58.520361, 11.392151 | 10153800890001 | Ladda upp en bild av detta fornminne      |
| Bottna 90:1  | Hällristning                |              | Bottna, Bohuslän    |            | 58.521010, 11.393520 | 10153800900001 | Ladda upp en bild av detta fornminne      |
| Bottna 91:1  | Hällristning                |              | Bottna, Bohuslän    |            | 58.521041, 11.394341 | 10153800910001 | Ladda upp en bild av detta fornminne      |
| Bottna 92:1  | Hällristning                |              | Bottna, Bohuslän    |            | 58.517540, 11.382347 | 10153800920001 | Ladda upp en bild av detta fornminne      |
| Bottna 92:2  | Hällristning                |              | Bottna, Bohuslän    |            | 58.517566, 11.382550 | 10153800920002 | Ladda upp en bild av detta fornminne      |
| Bottna 92:3  | Hällristning                |              | Bottna, Bohuslän    |            | 58.517597, 11.382202 | 10153800920003 | Ladda upp en bild av detta fornminne      |
| Bottna 93:1  | Hällristning                |              | Bottna, Bohuslän    |            | 58.517556, 11.381830 | 10153800930001 | Ladda upp en bild av detta fornminne      |
| Bottna 94:1  | Hällristning                |              | Bottna, Bohuslän    |            | 58.515740, 11.377359 | 10153800940001 | Ladda upp en bild av detta fornminne      |
| Bottna 95:1  | Hällristning                |              | Bottna, Bohuslän    |            | 58.526655, 11.405533 | 10153800950001 | Ladda upp en bild av detta fornminne      |
| Bottna 96:1  | Hällristning                |              | Bottna, Bohuslän    |            | 58.526428, 11.404998 | 10153800960001 | Ladda upp en bild av detta fornminne      |
| Bottna 97:1  | Hällristning                |              | Bottna, Bohuslän    |            | 58.526178, 11.404826 | 10153800970001 | Ladda upp en bild av detta fornminne      |
| Bottna 98:1  | Hällristning                |              | Bottna, Bohuslän    |            | 58.526862, 11.404370 | 10153800980001 | Ladda upp en bild av detta fornminne      |
| Bottna 99:1  | Hällristning                |              | Bottna, Bohuslän    |            | 58.528077, 11.404406 | 10153800990001 | Ladda upp en bild av detta fornminne      |
| Bottna 100:1 | Hällristning                |              | Bottna, Bohuslän    |            | 58.528408, 11.404359 | 10153801000001 | Ladda upp en bild av detta fornminne      |
| Bottna 101:1 | Hällristning                |              | Bottna, Bohuslän    |            | 58.503890, 11.381075 | 10153801010001 | Ladda upp en bild av detta fornminne      |
| Bottna 102:1 | Hällristning                |              | Bottna, Bohuslän    |            | 58.531278, 11.399728 | 10153801020001 | Ladda upp en bild av detta fornminne      |
| Bottna 103:1 | Hällristning                |              | Bottna, Bohuslän    |            | 58.513860, 11.406712 | 10153801030001 | Ladda upp en bild av detta fornminne      |
| Bottna 104:1 | Hällristning                |              | Bottna, Bohuslän    |            | 58.521921, 11.420974 | 10153801040001 | Ladda upp en bild av detta fornminne      |
| Bottna 105:1 | Hällristning                |              | Bottna, Bohuslän    |            | 58.521486, 11.421123 | 10153801050001 | Ladda upp en bild av detta fornminne      |
| Bottna 106:1 | Hällristning                |              | Bottna, Bohuslän    |            | 58.521209, 11.420921 | 10153801060001 | Ladda upp en bild av detta fornminne      |
| Bottna 106:2 | Hällristning                |              | Bottna, Bohuslän    |            | 58.521060, 11.420770 | 10153801060002 | Ladda upp en bild av detta fornminne      |
| Bottna 107:1 | Hällristning                |              | Bottna, Bohuslän    |            | 58.520758, 11.420400 | 10153801070001 | Ladda upp en bild av detta fornminne      |
| Bottna 108:1 | Hällristning                |              | Bottna, Bohuslän    |            | 58.504696, 11.382758 | 10153801080001 | Ladda upp en bild av detta fornminne      |
| Bottna 108:2 | Hällristning                |              | Bottna, Bohuslän    |            | 58.504584, 11.382878 | 10153801080002 | Ladda upp en bild av detta fornminne      |
| Bottna 109:1 | Hällristning                |              | Bottna, Bohuslän    |            | 58.527133, 11.422345 | 10153801090001 | Ladda upp en bild av detta fornminne      |
| Bottna 109:2 | Hällristning                |              | Bottna, Bohuslän    |            | 58.527085, 11.422493 | 10153801090002 | Ladda upp en bild av detta fornminne      |
| Bottna 110:1 | Hällristning                |              | Bottna, Bohuslän    |            | 58.525278, 11.422037 | 10153801100001 | Ladda upp en bild av detta fornminne      |
| Bottna 110:2 | Hällristning                |              | Bottna, Bohuslän    |            | 58.525379, 11.422075 | 10153801100002 | Ladda upp en bild av detta fornminne      |
| Bottna 110:3 | Hällristning                |              | Bottna, Bohuslän    |            | 58.525467, 11.422028 | 10153801100003 | Ladda upp en bild av detta fornminne      |
| Bottna 111:1 | Hällristning                |              | Bottna, Bohuslän    |            | 58.526852, 11.417795 | 10153801110001 | Ladda upp en bild av detta fornminne      |
| Bottna 111:2 | Hällristning                |              | Bottna, Bohuslän    |            | 58.526826, 11.417576 | 10153801110002 | Ladda upp en bild av detta fornminne      |
| Bottna 112:1 | Hällristning                |              | Bottna, Bohuslän    |            | 58.528072, 11.418691 | 10153801120001 | Ladda upp en bild av detta fornminne      |
| Bottna 112:2 | Hällristning                |              | Bottna, Bohuslän    |            | 58.528091, 11.418620 | 10153801120002 | Ladda upp en bild av detta fornminne      |
| Bottna 113:1 | Hällristning                |              | Bottna, Bohuslän    |            | 58.532786, 11.410519 | 10153801130001 | Ladda upp en bild av detta fornminne      |
| Bottna 114:1 | Hällristning                |              | Bottna, Bohuslän    |            | 58.528791, 11.416785 | 10153801140001 | Ladda upp en bild av detta fornminne      |
| Bottna 115:1 | Hällristning                |              | Bottna, Bohuslän    |            | 58.528641, 11.415912 | 10153801150001 | Ladda upp en bild av detta fornminne      |
| Bottna 117:1 | Gravfält                    |              | Bottna, Bohuslän    |            | 58.526333, 11.433963 | 10153801170001 | Ladda upp en bild av detta fornminne      |
| Bottna 123:1 | Röse                        |              | Bottna, Bohuslän    |            | 58.515377, 11.408861 | 10153801230001 | Ladda upp en bild av detta fornminne      |
| Bottna 123:2 | Röse                        |              | Bottna, Bohuslän    |            | 58.515495, 11.408656 | 10153801230002 | Ladda upp en bild av detta fornminne      |
| Bottna 124:1 | Röse                        |              | Bottna, Bohuslän    |            | 58.516622, 11.406384 | 10153801240001 | Ladda upp en bild av detta fornminne      |
| Bottna 125:1 | Gravfält                    |              | Bottna, Bohuslän    |            | 58.517398, 11.403088 | 10153801250001 | Ladda upp en bild av detta fornminne      |
| Bottna 128:1 | Röse                        |              | Bottna, Bohuslän    |            | 58.515432, 11.400364 | 10153801280001 | Ladda upp en bild av detta fornminne      |
| Bottna 129:1 | Röse                        |              | Bottna, Bohuslän    |            | 58.516016, 11.400832 | 10153801290001 | Ladda upp en bild av detta fornminne      |
| Bottna 133:1 | Gravfält                    |              | Bottna, Bohuslän    |            | 58.520153, 11.392082 | 10153801330001 | Ladda upp en bild av detta fornminne      |
| Bottna 135:1 | Gravfält                    |              | Bottna, Bohuslän    |            | 58.518307, 11.393477 | 10153801350001 | Ladda upp en bild av detta fornminne      |
| Bottna 136:1 | Gravfält                    |              | Bottna, Bohuslän    |            | 58.506090, 11.374557 | 10153801360001 | Ladda upp en bild av detta fornminne      |
| Bottna 139:1 | Gravfält                    |              | Bottna, Bohuslän    |            | 58.515433, 11.373350 | 10153801390001 | Ladda upp en till bild av detta fornminne |
| Bottna 140:1 | Gravfält                    |              | Bottna, Bohuslän    |            | 58.513528, 11.371479 | 10153801400001 | Ladda upp en till bild av detta fornminne |
| Bottna 141:1 | Stenkammargrav              |              | Bottna, Bohuslän    |            | 58.510150, 11.365263 | 10153801410001 | Ladda upp en till bild av detta fornminne |
| Bottna 143:1 | Hög                         |              | Bottna, Bohuslän    |            | 58.511435, 11.383291 | 10153801430001 | Ladda upp en bild av detta fornminne      |
| Bottna 144:1 | Röse                        |              | Bottna, Bohuslän    |            | 58.512782, 11.384325 | 10153801440001 | Ladda upp en bild av detta fornminne      |
| Bottna 145:1 | Röse                        |              | Bottna, Bohuslän    |            | 58.513347, 11.382539 | 10153801450001 | Ladda upp en bild av detta fornminne      |
| Bottna 147:1 | Hög                         |              | Bottna, Bohuslän    |            | 58.505414, 11.365879 | 10153801470001 | Ladda upp en bild av detta fornminne      |
| Bottna 149:1 | Hög                         |              | Bottna, Bohuslän    |            | 58.503771, 11.354598 | 10153801490001 | Ladda upp en bild av detta fornminne      |
| Bottna 150:1 | Gravfält                    |              | Bottna, Bohuslän    |            | 58.507648, 11.356202 | 10153801500001 | Ladda upp en bild av detta fornminne      |
| Bottna 151:1 | Hög                         |              | Bottna, Bohuslän    |            | 58.530944, 11.423997 | 10153801510001 | Ladda upp en bild av detta fornminne      |
| Bottna 152:1 | Hög                         |              | Bottna, Bohuslän    |            | 58.531061, 11.420216 | 10153801520001 | Ladda upp en bild av detta fornminne      |
| Bottna 152:2 | Hög                         |              | Bottna, Bohuslän    |            | 58.530929, 11.420543 | 10153801520002 | Ladda upp en bild av detta fornminne      |
| Bottna 153:1 | Röse                        |              | Bottna, Bohuslän    |            | 58.531503, 11.401286 | 10153801530001 | Ladda upp en bild av detta fornminne      |
| Bottna 157:1 | Stensättning                |              | Bottna, Bohuslän    |            | 58.524984, 11.391897 | 10153801570001 | Ladda upp en bild av detta fornminne      |
| Bottna 158:1 | Gravfält                    |              | Bottna, Bohuslän    |            | 58.515482, 11.391758 | 10153801580001 | Ladda upp en bild av detta fornminne      |
| Bottna 168:1 | Gravfält                    |              | Bottna, Bohuslän    |            | 58.496877, 11.364442 | 10153801680001 | Ladda upp en bild av detta fornminne      |
| Bottna 169:1 | Gravfält                    |              | Bottna, Bohuslän    |            | 58.498873, 11.365781 | 10153801690001 | Ladda upp en bild av detta fornminne      |
| Bottna 170:1 | Hög                         |              | Bottna, Bohuslän    |            | 58.491359, 11.359254 | 10153801700001 | Ladda upp en bild av detta fornminne      |
| Bottna 170:2 | Hög                         |              | Bottna, Bohuslän    |            | 58.491244, 11.359064 | 10153801700002 | Ladda upp en bild av detta fornminne      |
| Bottna 170:3 | Hög                         |              | Bottna, Bohuslän    |            | 58.490668, 11.359060 | 10153801700003 | Ladda upp en bild av detta fornminne      |
| Bottna 170:4 | Hög                         |              | Bottna, Bohuslän    |            | 58.490773, 11.358994 | 10153801700004 | Ladda upp en bild av detta fornminne      |
| Bottna 173:1 | Gravfält                    |              | Bottna, Bohuslän    |            | 58.507697, 11.401542 | 10153801730001 | Ladda upp en till bild av detta fornminne |
| Bottna 174:2 | Grav markerad av sten/block |              | Bottna, Bohuslän    |            | 58.505320, 11.399726 | 10153801740002 | Ladda upp en bild av detta fornminne      |
| Bottna 175:1 | Gravfält                    |              | Bottna, Bohuslän    |            | 58.504435, 11.398400 | 10153801750001 | Ladda upp en bild av detta fornminne      |
| Bottna 181:1 | Röse                        |              | Bottna, Bohuslän    |            | 58.505522, 11.395658 | 10153801810001 | Ladda upp en bild av detta fornminne      |
| Bottna 187:1 | Gravfält                    |              | Bottna, Bohuslän    |            | 58.501762, 11.420439 | 10153801870001 | Ladda upp en bild av detta fornminne      |
| Bottna 192:1 | Röse                        |              | Bottna, Bohuslän    |            | 58.498186, 11.369725 | 10153801920001 | Ladda upp en bild av detta fornminne      |
| Bottna 193:1 | Gravfält                    |              | Bottna, Bohuslän    |            | 58.500117, 11.368587 | 10153801930001 | Ladda upp en bild av detta fornminne      |
| Bottna 194:1 | Stensättning                |              | Bottna, Bohuslän    |            | 58.515104, 11.375059 | 10153801940001 | Ladda upp en bild av detta fornminne      |
| Bottna 194:2 | Stensättning                |              | Bottna, Bohuslän    |            | 58.515208, 11.375199 | 10153801940002 | Ladda upp en bild av detta fornminne      |
| Bottna 201:1 | Hög                         |              | Bottna, Bohuslän    |            | 58.492199, 11.360457 | 10153802010001 | Ladda upp en bild av detta fornminne      |
| Bottna 203:1 | Hällristning                |              | Bottna, Bohuslän    |            | 58.530774, 11.417643 | 10153802030001 | Ladda upp en bild av detta fornminne      |
| Bottna 204:1 | Hällristning                |              | Bottna, Bohuslän    |            | 58.531253, 11.419604 | 10153802040001 | Ladda upp en bild av detta fornminne      |
| Bottna 205:1 | Hällristning                |              | Bottna, Bohuslän    |            | 58.529889, 11.393477 | 10153802050001 | Ladda upp en bild av detta fornminne      |
| Bottna 206:1 | Hällristning                |              | Bottna, Bohuslän    |            | 58.517365, 11.390949 | 10153802060001 | Ladda upp en bild av detta fornminne      |
| Bottna 207:1 | Hällristning                |              | Bottna, Bohuslän    |            | 58.518037, 11.389239 | 10153802070001 | Ladda upp en bild av detta fornminne      |
| Bottna 209:1 | Stensättning                |              | Bottna, Bohuslän    |            | 58.508796, 11.362906 | 10153802090001 | Ladda upp en bild av detta fornminne      |
| Bottna 210:1 | Stensättning                |              | Bottna, Bohuslän    |            | 58.512212, 11.367613 | 10153802100001 | Ladda upp en bild av detta fornminne      |
| Bottna 211:1 | Röse                        |              | Bottna, Bohuslän    |            | 58.502205, 11.353684 | 10153802110001 | Ladda upp en bild av detta fornminne      |
| Bottna 213:1 | Stensättning                |              | Bottna, Bohuslän    |            | 58.514677, 11.374707 | 10153802130001 | Ladda upp en bild av detta fornminne      |
| Bottna 214:1 | Grav markerad av sten/block |              | Bottna, Bohuslän    |            | 58.514127, 11.374967 | 10153802140001 | Ladda upp en bild av detta fornminne      |
| Bottna 214:2 | Stensättning                |              | Bottna, Bohuslän    |            | 58.514164, 11.374842 | 10153802140002 | Ladda upp en bild av detta fornminne      |
| Bottna 214:3 | Stensättning                |              | Bottna, Bohuslän    |            | 58.514201, 11.374718 | 10153802140003 | Ladda upp en bild av detta fornminne      |
| Bottna 214:4 | Stensättning                |              | Bottna, Bohuslän    |            | 58.514265, 11.374854 | 10153802140004 | Ladda upp en bild av detta fornminne      |
| Bottna 215:1 | Stensättning                |              | Bottna, Bohuslän    |            | 58.516244, 11.380175 | 10153802150001 | Ladda upp en bild av detta fornminne      |
| Bottna 216:1 | Röse                        |              | Bottna, Bohuslän    |            | 58.513123, 11.388931 | 10153802160001 | Ladda upp en bild av detta fornminne      |
| Bottna 217:1 | Stensättning                |              | Bottna, Bohuslän    |            | 58.506110, 11.373833 | 10153802170001 | Ladda upp en bild av detta fornminne      |
| Bottna 220:1 | Gravfält                    |              | Bottna, Bohuslän    |            | 58.496545, 11.377917 | 10153802200001 | Ladda upp en bild av detta fornminne      |
| Bottna 222:1 | Röse                        |              | Bottna, Bohuslän    |            | 58.509680, 11.403231 | 10153802220001 | Ladda upp en bild av detta fornminne      |
| Bottna 223:1 | Fornborg                    |              | Bottna, Bohuslän    |            | 58.502829, 11.426868 | 10153802230001 | Ladda upp en bild av detta fornminne      |
| Bottna 224:1 | Gravfält                    |              | Bottna, Bohuslän    |            | 58.502201, 11.421362 | 10153802240001 | Ladda upp en bild av detta fornminne      |
| Bottna 226:1 | Stensättning                |              | Bottna, Bohuslän    |            | 58.505860, 11.393597 | 10153802260001 | Ladda upp en bild av detta fornminne      |
| Bottna 234:1 | Stensättning                |              | Bottna, Bohuslän    |            | 58.525726, 11.437359 | 10153802340001 | Ladda upp en bild av detta fornminne      |
| Bottna 250:1 | Hällristning                |              | Bottna, Bohuslän    |            | 58.512448, 11.416633 | 10153802500001 | Ladda upp en bild av detta fornminne      |
| Bottna 272:1 | Stensättning                |              | Bottna, Bohuslän    |            | 58.511618, 11.398959 | 10153802720001 | Ladda upp en bild av detta fornminne      |